# Франческо Фердинандо д’Авалос
Франческо Фердинандо д'Авалос д'Аквино д'Арагона (итал. Francesco Ferdinando d'Avalos d'Aquino d'Aragona; ок. 1530 — 31 июля 1571, Палермо), 5-й маркиз ди Пескара и 3-й маркиз дель Васто, князь ди Франкавилла и ди Монтезаркьо — государственный и военный деятель Испанской империи.

## Биография
Сын Альфонсо д’Авалоса, маркиза ди Пескара, и Марии д’Арагона.
Принадлежал к семье испанского происхождения, имевшей значительные владения в Неаполитанском королевстве. Престиж этой фамилии подтверждается тем, что уже в 1536 году Карл V назначил Франческо Фердинандо великим камергером Неаполитанского королевства. Детство и юность провел в Милане, где его отец был губернатором.
Предназначенный для продолжения семейных традиций на службе Австрийскому дому, он получил образование, положенное молодым аристократам в Италии эпохи Возрождения. Его литературное обучение проходило под руководством Луки Контилии, которой он основал Академию Золотого Ключа в Павии. Кроме того, молодой Франческо Фердинандо имел многочисленные контакты с более или менее известными писателями: А. Багаротто, Б. Мочча и Аннибале Каро. После смерти отца его воспитанием занималась мать.
В 1548 году отправился ко двору, где некоторое время находился на службе у принца Филиппа.
На военную службу поступил в 1551 году в качестве капитана, командовал ротой в имперской армии, участвовавшей в Пармской войне против Оттавио Фарнезе. В 1552 году женился на Изабелле Гонзага, дочери Федерико, первого герцога Мантуи, племяннице Ферранте Гонзаги, губернатора Миланского герцогства; этот брак улучшил его карьерные перспективы.
В 1553 году он был в Милане с Ферранте. В 1554 году д'Авалос был в свите принца Филиппа, отправившегося в Англию для женитьбы на Марии Тюдор, а осенью того же года, после того, как Филипп получил инвеституру на Неаполитанское королевство, маркиз Пескары отправился в Рим, чтобы принести вассальную клятву от имени нового короля папе Юлию III, а затем в Неаполь, чтобы принять присягу на верность от представителей города и королевства.
Тем временем Ферранте Гонзага, отозванный из Милана ко двору Филиппа, добивался для племянника высокой должности в Миланском герцогстве. Позиции Гонзаги при дворе были ослаблены, а д'Авалос слишком молод для командных постов, тем не менее, в декабре 1554 его назначили генералом легкой кавалерии Миланского герцогства с верховным командованием конницей испанской армии в Ломбардии и Пьемонте.
Вступив в должность в январе 1555 маркиз Пескары принял участие в военных операциях против французов. В марте 1555, после того, как Казале попал в руки французов, он по собственной инициативе одолжил 20 000 из 30 000 крон, которые получил в качестве приданого своей жены, для компенсации серьезных финансовых трудностей губернатора Милана.
Кампания в Пьемонте под руководством герцога Альбы, сменившего Гонзагу в управлении Миланом и командовании испанской армией, закончилась в ноябре 1555 полным провалом. Д'Авалос, проявивший большое рвение, заболел от перенапряжения, но добился признания в испанской армии и уважения со стороны герцога, который, будучи политическим оппонентом Гонзаги, не имел причин хорошо относиться к его протеже. В декабре 1555 покидая Милан, чтобы занять должность вице-короля Неаполя, Альба передал командование д'Авалосу.
Это назначение было утверждено правительством после значительных колебаний. Альба оставил своему преемнику армию, лишившуюя своих лучших капитанов, деморализованную недавними поражениями и недовольную хронической задержкой жалования. Более того, испанские капитаны, раздраженные назначением выскочки, часто саботировали его работу по противодействию хорошо организованной армии, руководимой опытным маршалом Бриссаком.
В январе 1556 на  капитуле в Антверпене принят Филиппом II в рыцари ордена Золотого руна.
Д'Авалос пользовался поддержкой кардинала Мадруццо, нового губернатора Милана, но ему не удалось избежать мятежей и поражений: в январе 1556 поднял мятеж гарнизон Понтестуры, за которым последовал немецкий полк. В феврале в Виньяле важная испанская позиция была захвачена французами, а 5 февраля в Воселе было подписано перемирие между Францией и Испанией.
Униженный неудачами маркиз, в согласии с Мадруццо, не хотел принимать перемирие в расчет, надеясь, что он сможет быстро отомстить Бриссаку. Военные действия продолжались, был достигнут заметный успех с завоеванием Гаттинары. Однако вскоре город был отбит французами, и в тот же день, когда испанцы потерпели это новое жестокое поражение, 7 марта 1556, д'Авалос решил подписать перемирие с Бриссаком.
Неудачная кампания 1556 года не помешала дальнейшей карьере маркиза. 10 декабря 1559 году ему поручили сменить герцога Сессы в управлении Миланским герцогством. Он вступил в должность губернатора в июне 1560 и занимал ее до марта 1563. О его деятельности на этом посту известно мало. Он твердо осуществлял новые политические принципы Филиппа II, требовавшего установить единый и централизованный контроль над местными администрациями. Посланием от 23 декабря 1561 губернатор нанес тяжелый удар по миланскому сенату, потребовав, чтобы его распоряжения, не противоречащие законам государства и воле монарха утверждались безоговорочно. Также у губернатора была задача представлять короля на последней сессии Тридентского собора.
Он прибыл в Тренто 14 марта 1562, и 16 марта был торжественно представлен собранию. Проведя переговоры с папскими легатами, он 10 мая вернулся в Милан. При этом д'Авалос был недоволен поручением, считая себя недостаточно компетентным для участия в делах собора, и с удовлетворением принял сообщение от 2 октября 1562, освободившее его от этой обязанности.
Его замена графом де Луна, более жестким в отстаивании доводов испанских кардиналов, не понравилась отцам собора, которые просили Филиппа II вернуть в Тренто маркиза Пескары. Король отказал под тем предлогом, что губернатор Милана и в первый раз выполнил приказ без особого энтузиазма.
В 1564 году испанцы начали готовить экспедицию на Корсику на помощь Генуэзской республике. Д'Авалос, которому была поручена задача по организации и командованию испанским контингентом, приехал в Геную, но в следующем году, после того, как он посоветовал воздержаться от интервенции, экспедиция была отменена.
В 1566 году он был назначен генерал-капитаном испанского экспедиционного корпуса на Мальте, которой, казалось, угрожало новое турецкое нападение. Он прибыл на остров с 3000 испанской пехоты и 3000 немцами в июне 1566 года и занялся ремонтом укреплений, но вскоре стало ясно, что турецкий флот преследует другие цели. Уже в июле д'Авалос покинул Мальту с частью испанского контингента.
Весной 1568 года он прибыл в Мадрид, и 11 апреля получил назначение на пост вице-короля и генерал-капитана Сицилии. В то время на острове окончательно пришла в упадок старая феодальная администрация, а установление новой системы правления, основанной на централизованных бюрократических структурах требовало руководителя большой энергии и бесспорного авторитета.
На Сицилии он нашел ценного советника в лице самого выдающегося сицилийского политика шестнадцатого века Карло д'Арагона Тальявия, герцога ди Терранова, который занимал пост президента королевства с 1566 года. С его помощью вице-король провел радикальную реформу Депутации королевства, оплота баронских привилегий, который, назначаемыйт парламентом, занимался сбором и распределением налогов, а также контролировал соблюдение законов и привилегий королевства. Полномочия Депутации были независимы от наместника, которому она противопоставлялась как представительница королевства. 21 марта 1570 в парлменте д'Авалос передал налоговые функции Трибуналу королевского имущества, заменив комиссаров Депутации тремя чиновниками, по одному на каждый Валле (административный округ). Таким образом вице-король нанес тяжелый удар по Депутации, которая теряла свою важнейшую прерогативу, и в то же время добился упорядочения и модернизации финансового управления.
Озабоченность финансовыми проблемами побудила его провести общую перепись населения и имущества королевства. 21 декабря 1570 он собрал парламент, чтобы просить о чрезвычайном пожертвовании на свадьбу Филиппа II с Анной Австрийской. Ему было предоставлено пожертвование в размере 125 000 скуди.
Наместник участвовал в подготовке экспедиции Священной лиги, закончившеся битвой при Лепанто. Филипп II рекомендовал его дону Хуану Австрийскому (4 февраля 1571), намекая на возможность назначения лейтенантом верховного главнокомандующего.
В борьбе с турками он ввязывался в авантюрные проекты: в 1569 году участвовал в заговоре с целью взорвать турецкий флот и убить сына султана, который закончился полным провалом. Тем не менее, он усилил оборону, построив бастион в Палермо и крепость в Агосте. 4 февраля 1571 д'Авалос отправил ко двору отчет о состоянии укреплений королевства.
Вице-король не пренебрегал развитием культурной жизни Палермо. Часто устраивались пира и рыцарские турниры. Под покровительством наместника, который, вероятно, способствовал ее основанию в 1568 году, действовала Academia degli Accesi, которая обычно проводила свои собрания во дворце.
Затруднения возникли в отношениях с Римом, прежде всего из-за публикации буллы In coena Domini, в которой папа отрицал экзекватуру вице-короля. В 1568—1569 годах ее распространение на острове было строго запрещено. Оживленную реакцию на Сицилии вызвало также назначение Паоло Одескальки апостольским нунцием королевств Неаполя и Сицилии, которое было опротестовано. Однако Одескальки получил от сицилийской инквизиции разрешение опубликовать буллу без экзекватуры вице-короля. Таким образом, конфликт расширился, затронув отношения между наместником и инквизицией. Инквизиторы также вступили в конфликт с иезуитами и поддержали баронское сопротивление судебной реформе. Вице-король запретил инквизиции публиковать буллу и был поддержан в этом решении королем.
Главной заслугой наместника, по общему мнению современников, была беспристрастность в отправлении правосудия, не щадившего даже высокопоставленных чиновников, таких как Винченцо Перколла, который был председателем трибунала Большого королевского суда. Перколла умер в тюрьме в 1572 году. Д'Авалос отказался содействовать могущественному Рую Гомесу де Сильва, который попросил его помочь Диего де Сильве и графу Сифуэнтесу в супружеском деле, и приговорил сына герцога Вильяэрмосы к тюремному заключению, несмотря на личные симпатии.
С большой заботой наместник распоряжался главным ресурсом острова — зерном. Только после королевского указа в 1569 году он согласился послать папе 10 000 сальм (итальянская мера) зерна, беспокоясь о том, что сама Сицилия и различные провинции Габсбургской монархии, которые от нее зависят, могут оказаться недостаточно обеспечены.
Аналогичные доводы были приведены годом позже, когда Венецианская республика потребовала выгодных условий для закупки огромного количества зерна в королевстве.
Реформаторская деятельность наместника и его строгая приверженность законам государства, борьба с привилегиями и злоупотреблениями неизбежно вызвали ожесточенное сопротивление на Сицилии, породив упорную и коварную оппозицию, которая в конце концов поставила под угрозу его пребывание на этом посту. Несмотря на то, что вице-король не был замешан ни в какой коррупции, его враги умело интриговали при дворе, подрывая его авторитет.
До некоторой степени вице-король сам предоставил врагам такую возможность, чрезмерно доверяя своему секретарю Джован Франческо Локаделло, который оказался «невежественным, высокомерным, нецивилизованным» человеком. Локаделло злоупотреблял доверием, оказанным ему господином, ввязывался в ссоры из-за личных интересов, конфликтовал с различными должностными лицами и, в первую очередь, с доном Педро Веласкесом, хранителем Королевского имущества, единственным испанским министром в королевстве.
Внезапная смерть предупредила его вероятную отставку. Франческо Фердинандо д'Авалос умер 31 июля 1571 в Палермо, по слухам, причиной смерти стали любовные излишества. Город устроил ему торжественные похороны, а похоронную речь произнес Франческо Биссо, его личный врач и известный палермский ученый. Члены Academia degli Accesi посвятили ему в 1571 году сборник стихов, воздававших дань уважения его личности и наместничеству.

## Семья
Жена (12.1556): Изабелла Гонзага (18.04.1537—16.08.1579), дочь Федерико II Гонзага, герцога Мантуи, и Маргериты Палеологини, маркизы Монферратской
Дети:
- Альфонсо Феличе д'Авалос (1564—2.12.1593), маркиз ди Пескара. Жена (5.06.1583): Лавиния Фельтрия делла Ровере (16.01.1558—7.06.1632), дочь Гвидобальдо II делла Ровере, герцога Урбино, и Виттории Фарнезе
- Томмазо д'Авалос (ум. 1622), граф ди Кастеллуччо, епископ Лучеры, титулярный латинский патриарх Антиохии (1611)